# Alf Swahn
Alfred Gomer Albert Swahn, detto Alf (Uddevalla, 20 agosto 1879 – Stoccolma, 16 marzo 1931), è stato un tiratore a segno svedese.

## Carriera

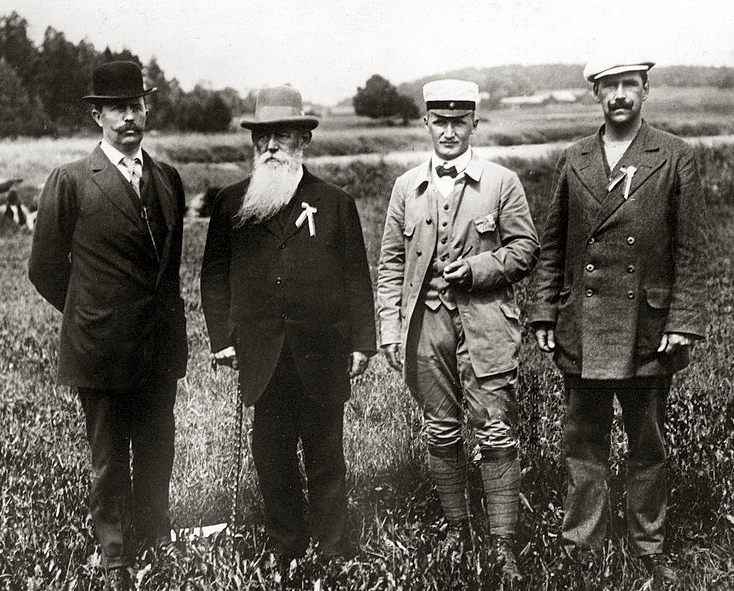
Alfred Swahn (primo da sinistra) con il padre Oscar Swahn (secondo da sinistra), Åke Lundeberg (terzo da sinistra) e Per-Olof Arvidsson (ultimo da sinistra) nel 1912

Nato a Uddevalla nel 1879, era figlio di Oscar Swahn, tiratore a segno come lui, il più anziano di sempre a partecipare ad un Olimpiade (72 anni nel 1920), oltre che il più anziano oro olimpico (64 anni nel 1912) e medagliato in generale (72 anni nel 1920). A 28 anni partecipò ai giochi di Londra 1908, vincendo l'oro nel bersaglio mobile colpo singolo a squadre in squadra con Arvid Knöppel, Ernst Rosell e suo padre Oscar Swahn. Gareggiò anche nella fossa olimpica individuale arrivando 25º. 4 anni dopo, a Stoccolma 1912 ottenne altri due ori,  nel bersaglio mobile individuale e nel bersaglio mobile a squadre, insieme a Per-Olof Arvidsson, Åke Lundeberg e suo padre Oscar Swahn. Si classificò inoltre 4° nel bersaglio mobile colpo doppio individuale e nel piccione d'argilla a squadre e 22° nel piccione d'argilla individuale. Non svolti i giochi del 1916 per la prima guerra mondiale, a Anversa 1920 vince l'argento nel bersaglio mobile individuale e nel bersaglio mobile colpo doppio a squadre insieme a Edward Benedicks, Bengt Lagercrantz, Fredric Landelius e suo padre Oscar Swahn e il bronzo nel tiro al piattello a squadre in squadra con Per Kinde, Fredric Landelius, Erik Lundquist, Karl Richter ed Erik Sökjer-Petersén. Inoltre arrivò 4° nel bersaglio mobile a squadre. A Parigi 1924, infine, prima Olimpiade alla quale partecipò senza il padre, si aggiudicò altre tre medaglie: l'argento nel bersaglio mobile a squadre con Otto Hultberg, Mauritz Johansson e Fredric Landelius, e due bronzi, nel bersaglio mobile colpo doppio individuale e nel bersaglio mobile colpo doppio a squadre con Axel Ekblom, Mauritz Johansson e Fredric Landelius. Arrivò inoltre 4° nel tiro al piattello a squadre e 6° nel bersaglio mobile individuale. Swahn aveva un negozio di alimentari a Stoccolma, dove morì nel 1931, a 51 anni. Tutte le sue medaglie vennero rubate nel 1996, ad una mostra per i 100 anni dei Giochi olimpici. Con 9 medaglie è secondo nel medagliere di tutti i tempi del tiro ai Giochi olimpici, dietro soltanto allo statunitense Carl Osburn (11 medaglie) ed è il più medagliato svedese di sempre, insieme al fondista Sixten Jernberg (un oro in più e un bronzo in meno rispetto a Swahn).

## Palmarès
- Giochi olimpici
  - Londra 1908: oro nel bersaglio mobile colpo singolo a squadre (con Arvid Knöppel, Ernst Rosell e suo padre Oscar Swahn)
  - Stoccolma 1912: oro nel bersaglio mobile individuale e nel bersaglio mobile a squadre (con Per-Olof Arvidsson, Åke Lundeberg e suo padre Oscar Swahn)
  - Anversa 1920: argento nel bersaglio mobile individuale e nel bersaglio mobile colpo doppio a squadre (con Edward Benedicks, Bengt Lagercrantz, Fredric Landelius e suo padre Oscar Swahn), bronzo nel tiro al piattello a squadre (con Per Kinde, Fredric Landelius, Erik Lundquist, Karl Richter ed Erik Sökjer-Petersén)
  - Parigi 1924: argento nel bersaglio mobile a squadre (con Otto Hultberg, Mauritz Johansson e Fredric Landelius), bronzo nel bersaglio mobile colpo doppio individuale e nel bersaglio mobile colpo doppio a squadre (con Axel Ekblom, Mauritz Johansson e Fredric Landelius)